# Francaje
El francaje era una contribución realizada al rey por algunas tierras, comarcas o lugares, de señorío nobiliario, a cambio de su defensa, salvaguarda y protección directa del rey.

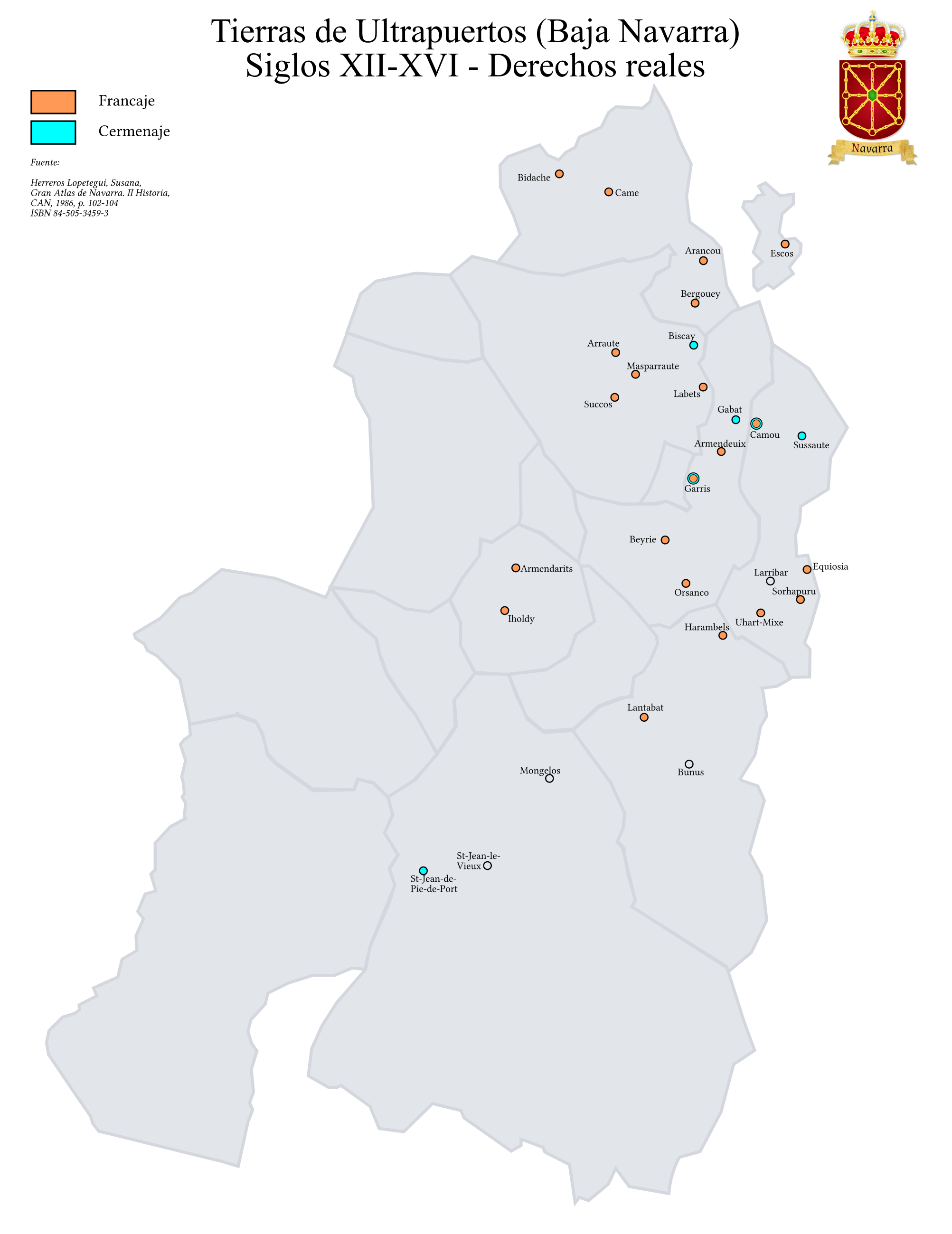
Tierras de Ultrapuertos (Baja Navarra). Siglos XII-XVI donde se muestra los lugares de cobro de Derechos Reales (francaje y cermenaje).

## Descripción del concepto
Se trataba de una contribución muy singular dentro del Reino de Navarra y su tributación aparece registrada en los libros de cuentas de la Cámara de Comptos, desde mediados del siglo XIII, cuando el trono de Navarra estaba unido a las casas dinásticas de Francia, y únicamente vinculado a las Tierras de Ultrapuertos. Eran unas cantidades pequeñas y estables que apenas tuvieron variación a lo largo de los años.
Podría tratarse de una caso de poblaciones enfranquecidas del pago de pecha a las que se le asigna este tipo de censo similar a los aplicados a las núcleos de población franca derivando tal denominación de este factor.

## Ámbito geográfico
Aunque son la mayoría tierras, comarcas y lugares pertenecientes al reino, también hubo comarcas como Sola (Soule) que, siendo ajenas al reino, pagaban «un francaje global al rey de Navarra» acentuando el carácter de la búsqueda protección regia que explicaría tales pagos.
Otro caso similar lo ofrece la villa de Escos, ubicada en Bearne, que desde 1293 pagaba regular y anulamente 20 sueldos, además de haber pagado otros tantos en concepto de incorporación (pro eodem intrada de nuevo 20 sueldos).
Entre los contribuyentes habituales registrados en Comptos bajo este concepto se encuentran Mixa (que pagaba 100 sueldos), Ostabarets (también 100 sueldos), Iholdy-Armendarits (30 sueldos), Hasparren, Lantabat (15 sueldos), Beyrie-Orsanco, Garris (10 sueldos) o Bidache (20 sueldos).